# Wollerau
Wollerau ist eine politische Gemeinde im Bezirk Höfe des Kantons Schwyz in der Schweiz. Wollerau ist zusammen mit Pfäffikon jeweils alternierend für zwei Jahre Hauptort des Bezirks. Aufgrund der sehr niedrigen Steuersätze und seiner bevorzugten Wohnlage am See und in der Nähe der Stadt Zürich ist Wollerau auch Wohnsitz einiger bekannter, wohlhabender Persönlichkeiten geworden.

## Geografie

Wollerau, historisches Luftbild vom 3. August 1954, aufgenommen von Werner Friedli

Wollerau liegt auf dem östlichen Ausläufer des Zimmerbergs. Das Gemeindegebiet erstreckt sich vom Ufer des Zürichsees gegen den Grat des Höhronen und umfasst auch noch einen Teil des Sihltals auf der Nordseite des Berges. Im Süden wird das Gemeindegebiet von der Sihl durchflossen. Die westliche Grenze zum Kanton Zürich bildet der Mühlibach. Nachbargemeinden von Wollerau sind im Nordwesten Richterswil (ZH), im Nordosten Freienbach, im Südosten Feusisberg und im Südwesten die Stadt Wädenswil.

## Geschichte
Das Gebiet der heutigen Gemeinde Wollerau (bis Mitte des 19. Jahrhunderts Hinterer Hof genannt) war im Mittelalter zwischen der Stadt Zürich und den Schwyzern umstritten. Nach der ersten Niederlage im Alten Zürichkrieg musste Zürich 1440 die Höfe am oberen See abtreten und konnte sie nicht mehr zurückgewinnen.
In der Nacht vom 15. auf den 16. Dezember 1445 erfolgte ein Rückeroberungsversuch über den See und über Land auf beiden Seeufern, die zur Schlacht bei Wollerau führte.
Nach dem Aufstand der Fünf Orte gegen die Helvetische Republik kam es am 30. April 1798 zum Gefecht bei Wollerau, in dem auf der siegreichen Seite Franzosen und Zürcher, auf der verlierenden Glarner, Höfner und Märchler kämpften. Als 1831 der kurzlebige Kanton Ausserschwyz gegründet wurde, blieb der Hintere Hof beim alten Kantonsteil.

## Wirtschaft
Der Freizeitanlagenhersteller Intamin AG, der Phototechnik-Hersteller Arca Swiss, der Sportbekleidungshersteller X-Technology Swiss Research & Development, Roger Federers Tenro Holding AG sowie viele Consulting- und Dienstleistungsbetriebe sind in Wollerau ansässig.

## Verkehr

### Strassenverkehr
Wollerau verfügt an der Autobahn A3 über eine Anschlussstelle, zudem befindet sich die Raststätte Fuchsberg auf Gemeindegebiet. Mehrere Hauptstrassen verbinden die Gemeinde mit den umliegenden Orten wie Feusisberg, Richterswil oder Freienbach.

### Öffentlicher Verkehr
Mit den Stationen Riedmatt SZ und Wollerau ist Wollerau durch die Schweizerische Südostbahn ans Eisenbahnnetz angeschlossen. Trotz seines Namens liegt der Bahnhof Wollerau allerdings zum grössten Teil auf dem Gebiet der Nachbargemeinde Freienbach. Beide Stationen werden halbstündlich durch die S 40 Rapperswil – Pfäffikon SZ – Einsiedeln  bedient.
Die Feinverteilung übernehmen drei Buslinien, welche die Quartiere Wolleraus mit dem Dorfzentrum, Richterswil oder Samstagern verbinden.

## Sehenswürdigkeiten
- Ende des 18. Jahrhunderts: Katholische Pfarrkirche St. Verena im Rokokostil
- 1917–1918: Reformierte Kirche
- 2001–2005: Haus K+N von Valerio Olgiati

## Persönlichkeiten
- Cäsar Bachmann (1892–1956), Politiker
- Heinrich Rohrer (1933–2013), Physiker und Nobelpreisträger
- Vic Eugster (1940–2022), Sänger und Tonmeister
- Oswald Grübel[6] (* 1943), deutscher Bankmanager und ehemaliger Konzernchef der UBS und Credit Suisse
- Marcel Ospel (1950–2020), Bankmanager und Verwaltungsratspräsident der UBS
- Wilhelm Goldmann (1897–1974), deutscher Verleger

## Bilder

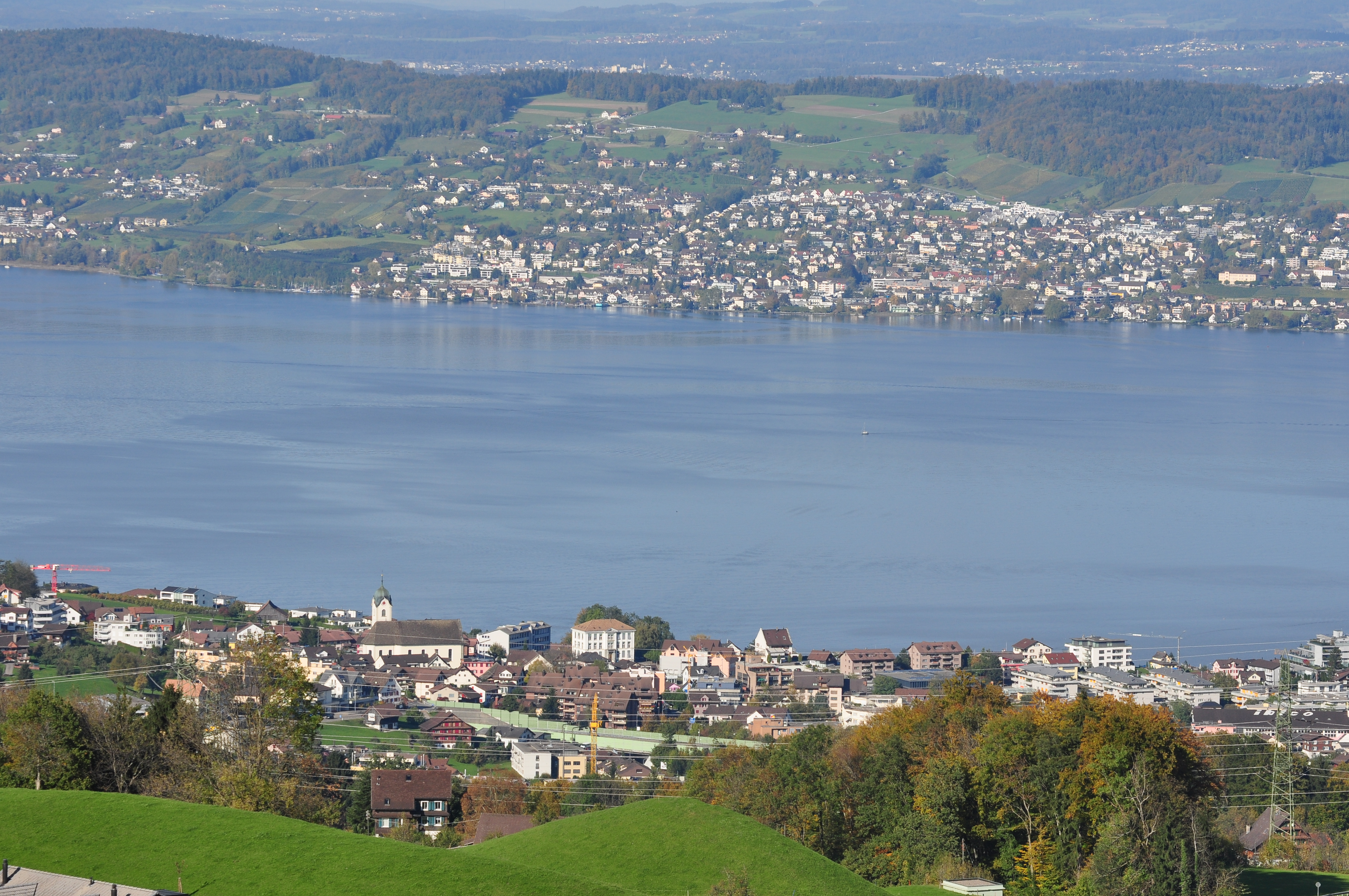
Ansicht von Feusisberg auf Stäfa, Wollerau im Vordergrund
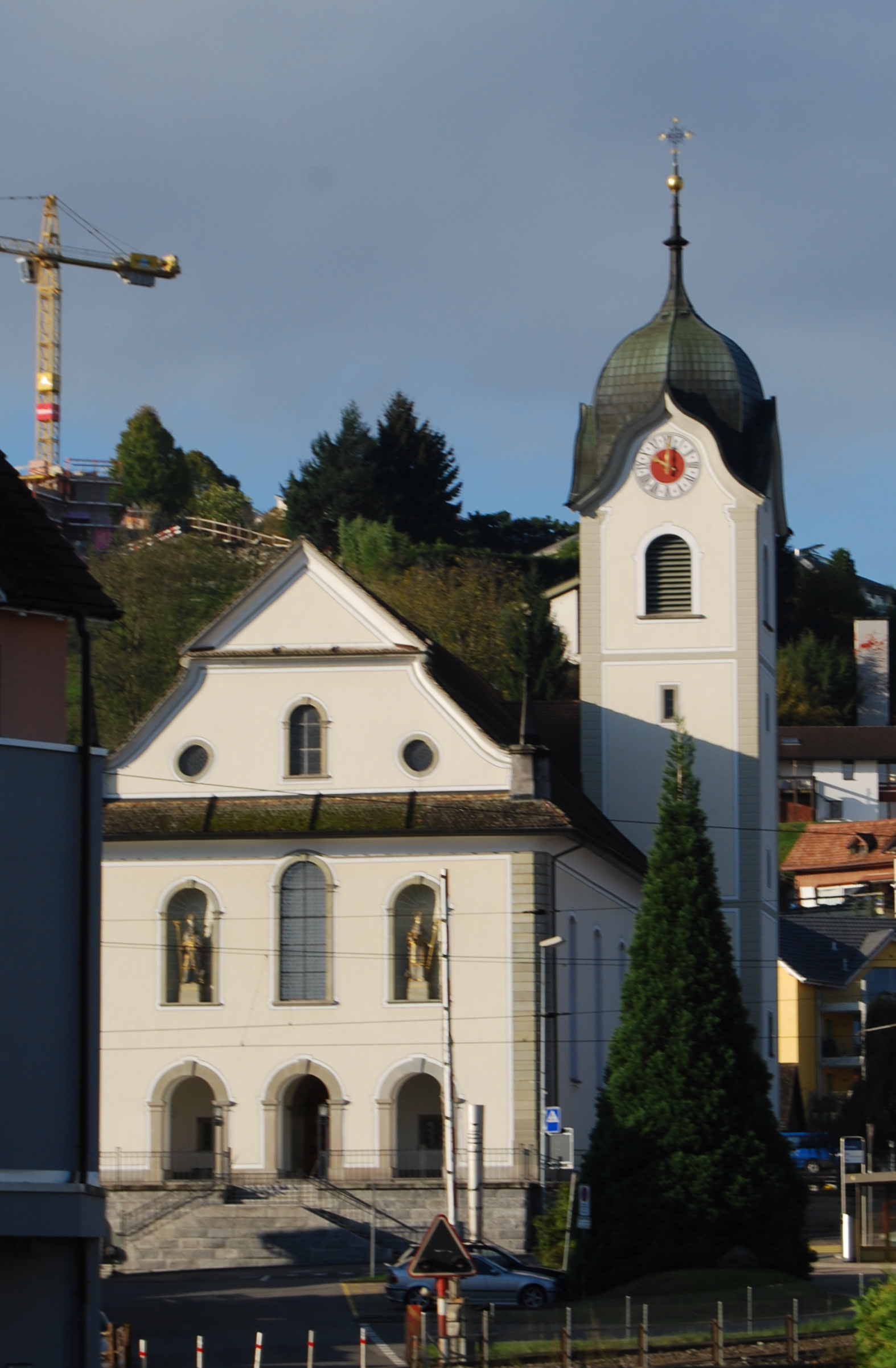
Katholische Kirche
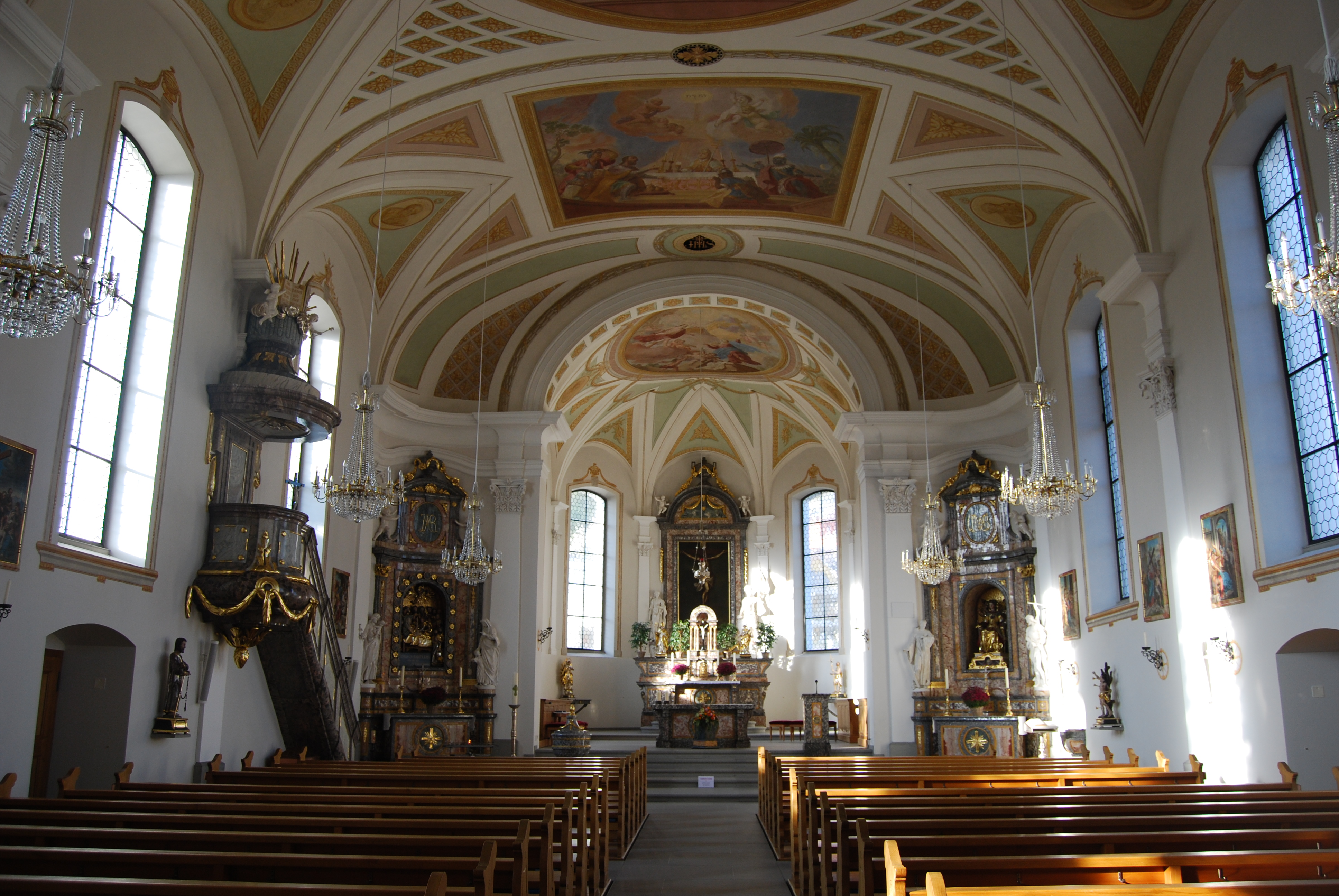
Innenansicht der katholischen Kirche
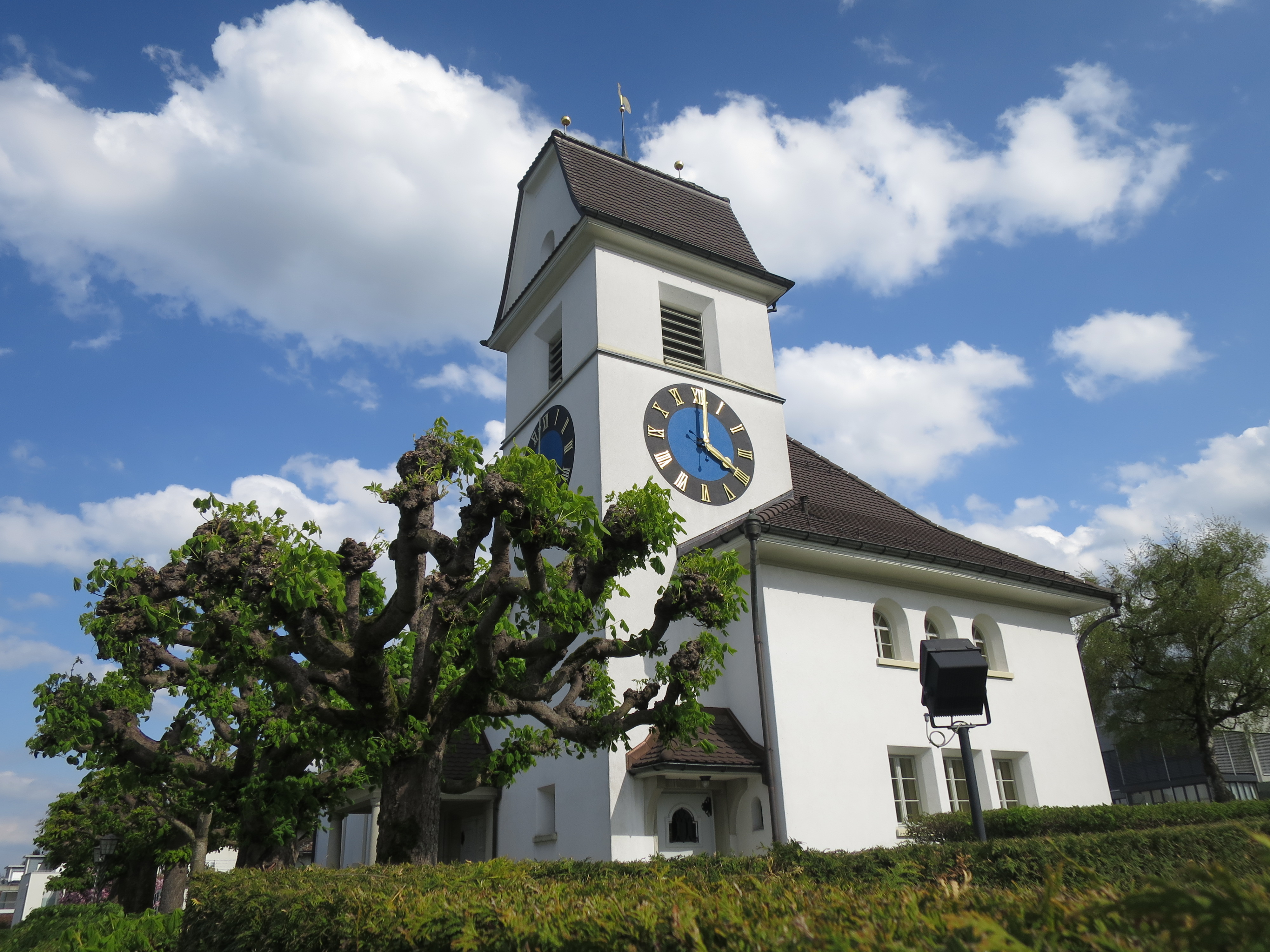
Reformierte Kirche
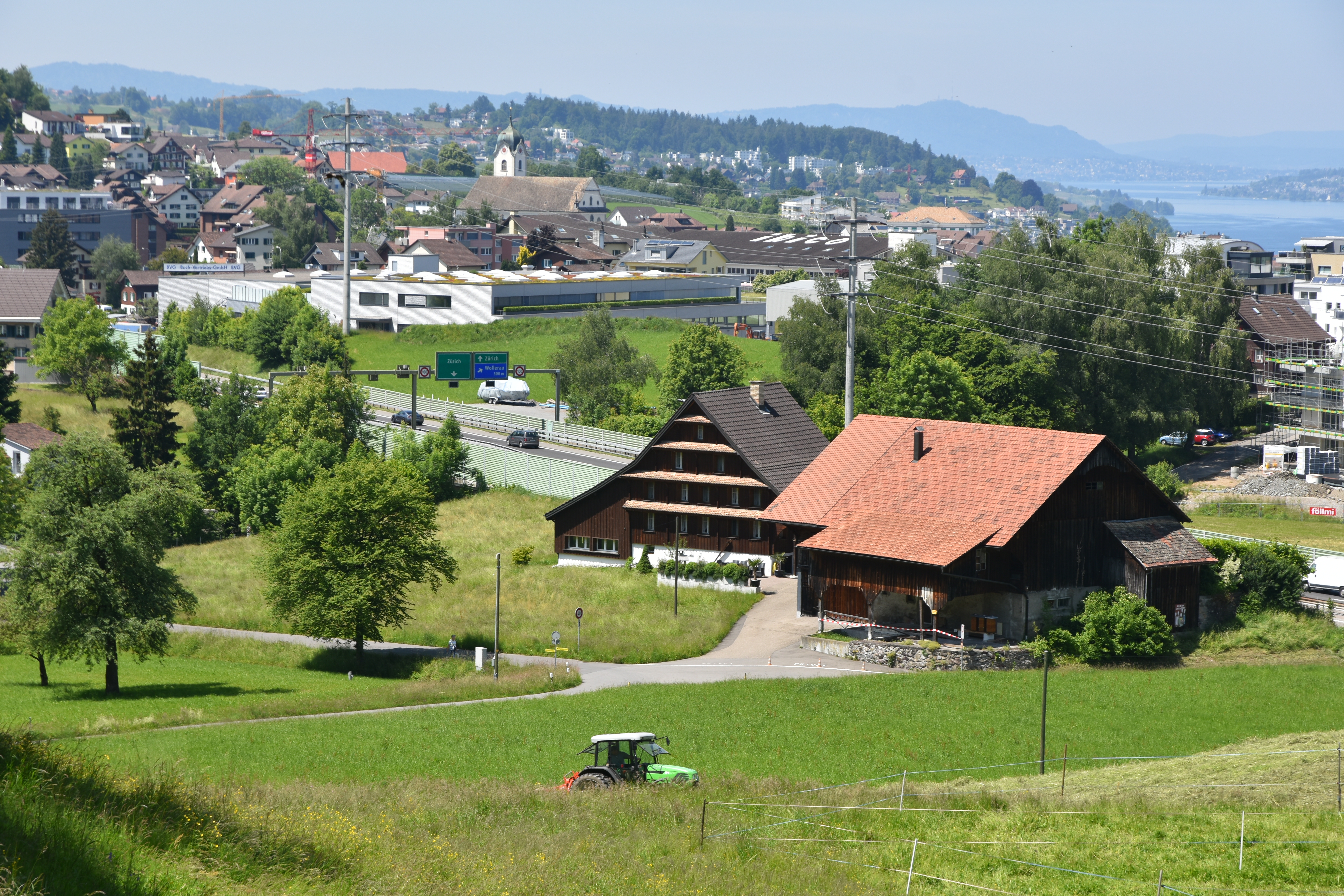
Wollerau (2015)